# راس الغولين (السدة)

تعديل مصدري - تعديل

راس الغولين محلة تابعة لقرية ذي حريم، التابعة لعزلة العرافة بمديرية السدة إحدى مديريات محافظة إب في الجمهورية اليمنية.، بلغ تعداد سكانها 58 حسب تعداد اليمن لعام 2004.